# James Rungaru
James Gitahi Rungau (14 gennaio 1993) è un maratoneta e mezzofondista keniota.

## Biografia
Ha partecipato ai Giochi Panafricani del 2015, nei quali si è piazzato in nona posizione nella mezza maratona.

## Palmarès
| Anno | Manifestazione     | Sede         | Evento         | Risultato | Prestazione | Note |
| ---- | ------------------ | ------------ | -------------- | --------- | ----------- | ---- |
| 2011 | Mondiali di cross  | Punta Umbría | Corsa U20      | 6º        | 22'43"      |      |
| 2011 | Mondiali di cross  | Punta Umbría | A squadre      | Oro       | 20 p.       |      |
| 2015 | Giochi Panafricani | Brazzaville  | Mezza maratona | 9º        | 1h02'51"    |      |
| 2016 | Africani di cross  | Yaoundé      | Corsa U20      | Oro       | 26'43"      |      |
| 2016 | Africani di cross  | Yaoundé      | A squadre      | Oro       | 13 p.       |      |

## Campionati nazionali
2015
- Bronzo ai campionati kenioti, 10000 m piani - 28'02"2

2017
- 12º ai campionati kenioti di corsa campestre - 29'30"

## Altre competizioni internazionali[1]
2013
- Oro alla Parelloop ( Brunssum) - 28'03"
- 4º al Cross de l'Acier ( Leffrinckoucke) - 28'39"

2014
- Oro alla Great South Run ( Portsmouth), 10 miglia - 46'31"
- Argento al Cross de l'Acier ( Leffrinckoucke) - 29'00"

2017
- 18º alla Mezza maratona di Praga ( Praga) - 1h03'56"

2018
- 14º alla Mezza maratona di Copenaghen ( Copenaghen) - 1h00'40"

2021
- Bronzo alla Maratona di Fukuoka ( Fukuoka) - 2h08'25"

2022
- 32º alla Maratona del lago Biwa ( Ōtsu) - 2h13'45"